# Biserica de lemn din Giurcuța de Sus

Biserica de lemn „Sfântul Ierarh Nicolae” din Giurcuța de Sus, comuna Beliș, județul Cluj, foto: septembrie 2011.

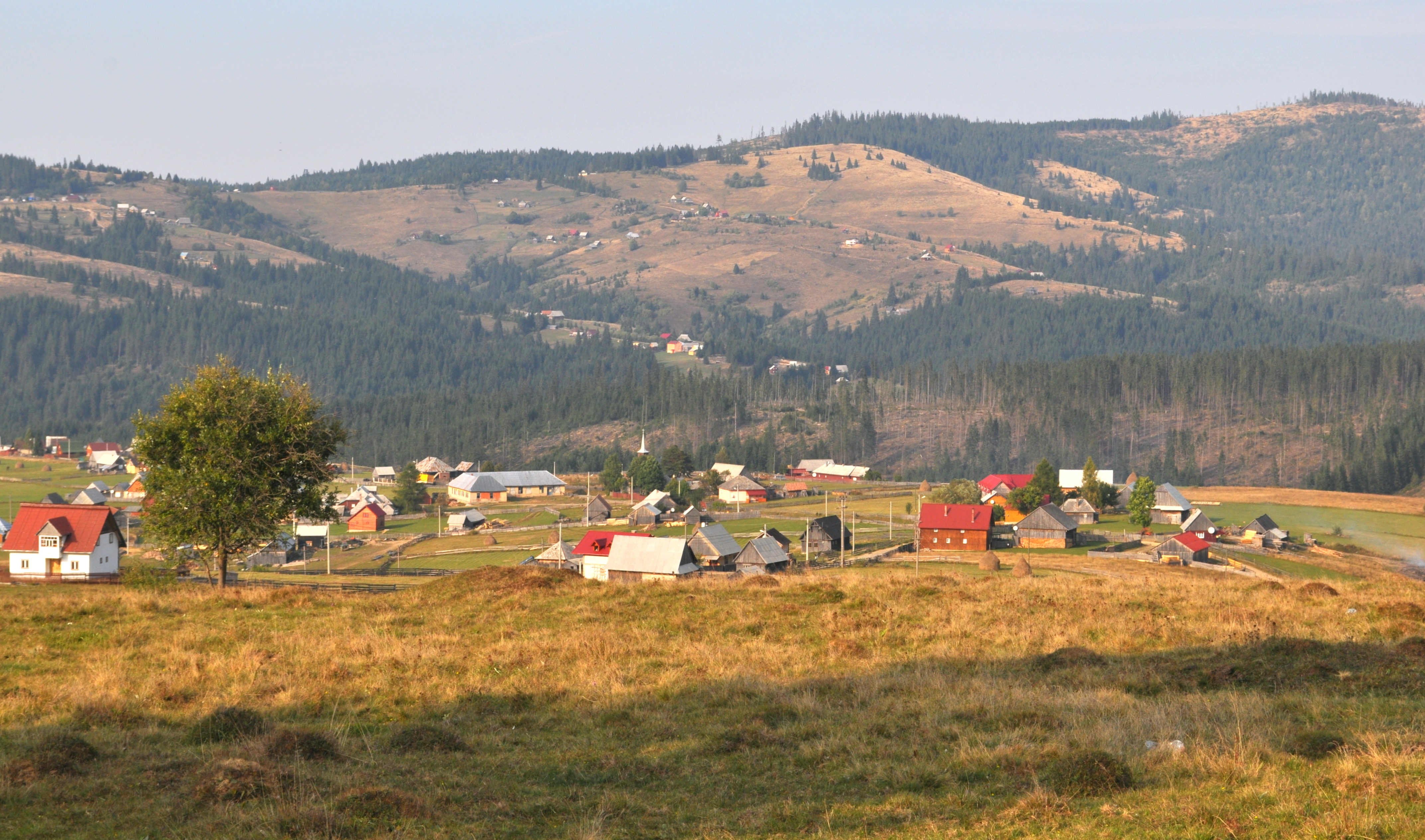
Biserica din depărtare

Interiorul navei

Timpanul de vest al naosului

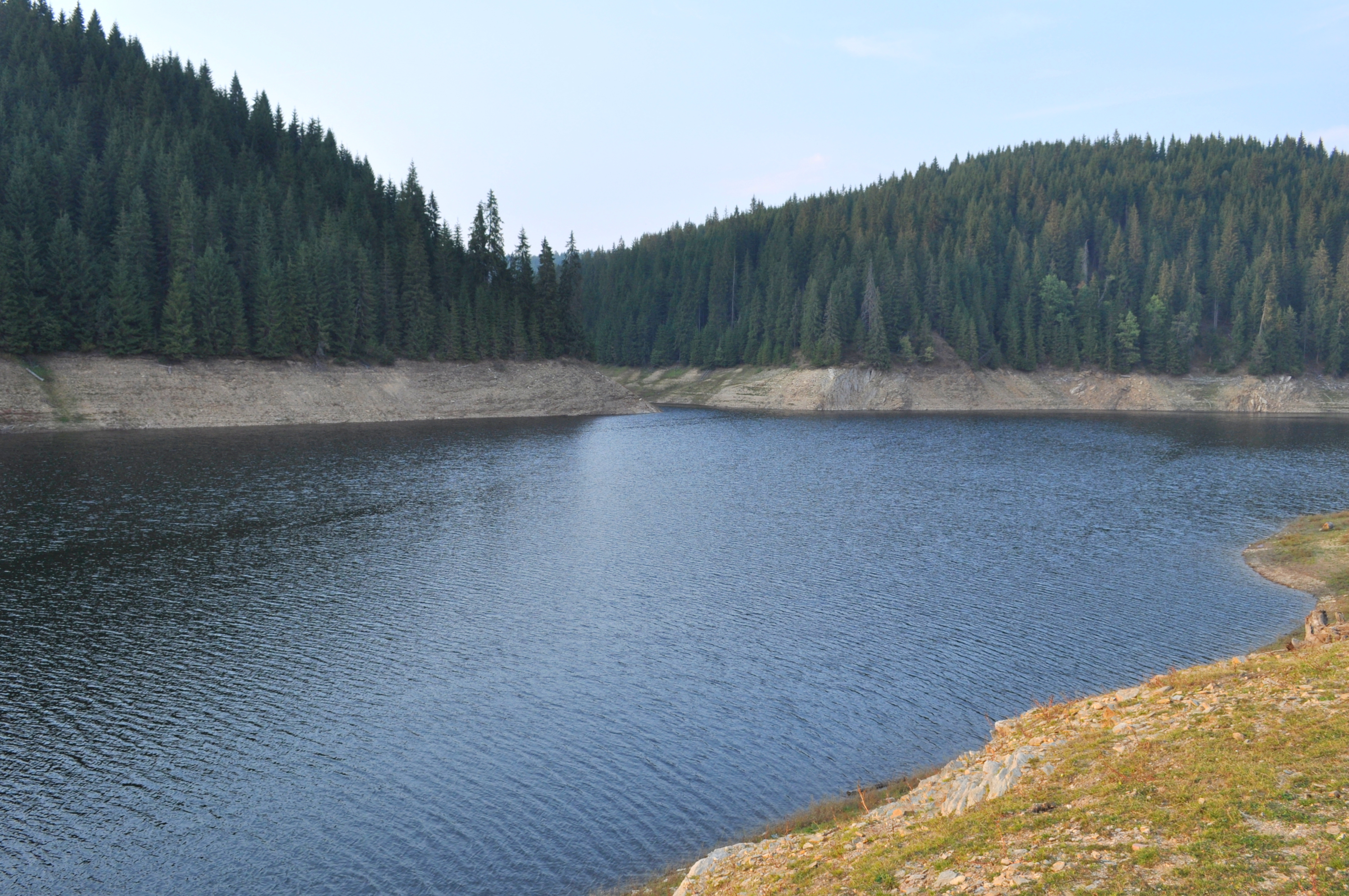
Împrejurimi

Împrejurimi

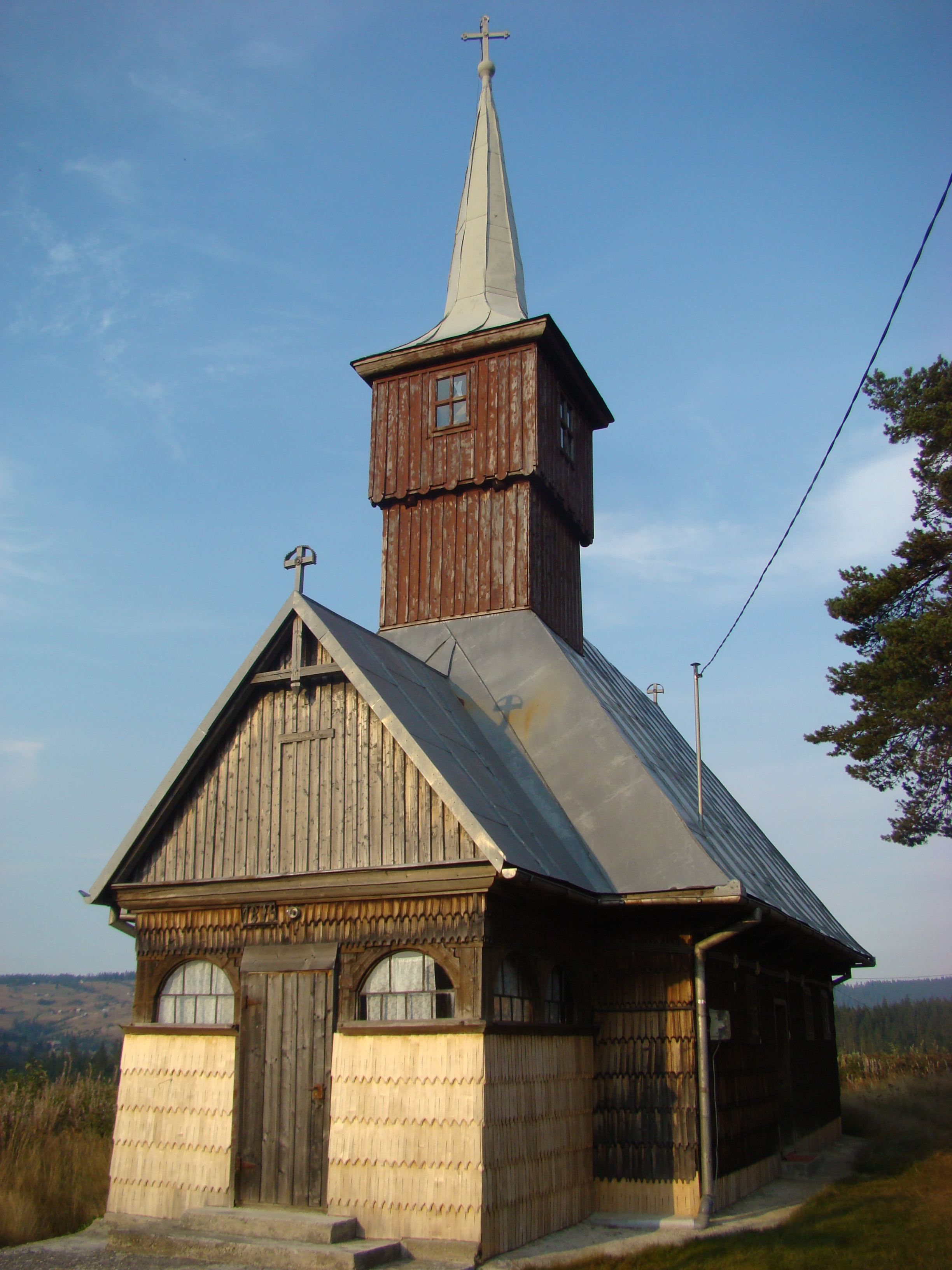
Biserica (sud-vest)

Ușile împărătești

Clopotul

Icoana de hram

Preotul paroh Petran Păunel

Sfătul Olivian Popa

Biserica de lemn din Giurcuța de Sus, comuna Beliș, județul Cluj, datează probabil de la începutul secolului XIX. Biserica are hramul „Sfântul Ierarh Nicolae” și nu figurează pe noua listă a monumentelor istorice din județul Cluj.

## Istoric
Satul Giurcuța de Sus este un sat de munte aparținând din punct de vedere administrativ de comuna Beliș. Are gospodăriile risipite ca toate satele din zona Munților Apuseni. Accesul în sat este dificil, pe un vechi drum forestier care a fost pietruit cu fonduri de la Uniunea Europeană.
Nu există izvoare scrise privind vechimea acestei biserici. Conform tradiției orale, ea a fost construită nu mai târziu de începutul secolului XIX. Anul însemnat la baza turnului (1875), nu este anul construirii bisericii, ci marchează momentul mutării ei pe actualul amplasament. Locuitorii fiind săraci, inițial biserica nu a fost pictată. Actuala pictură, de o factură modestă din punct de vedere artistic, a fost realizată în timpul lucrărilor de renovare dintre anii 1970-1973. Iconostasul actual a fost adus de la Biserica de lemn din Poiana Horea la momentul înlocuirii acestuia cu unul nou.

## Imagini din exterior

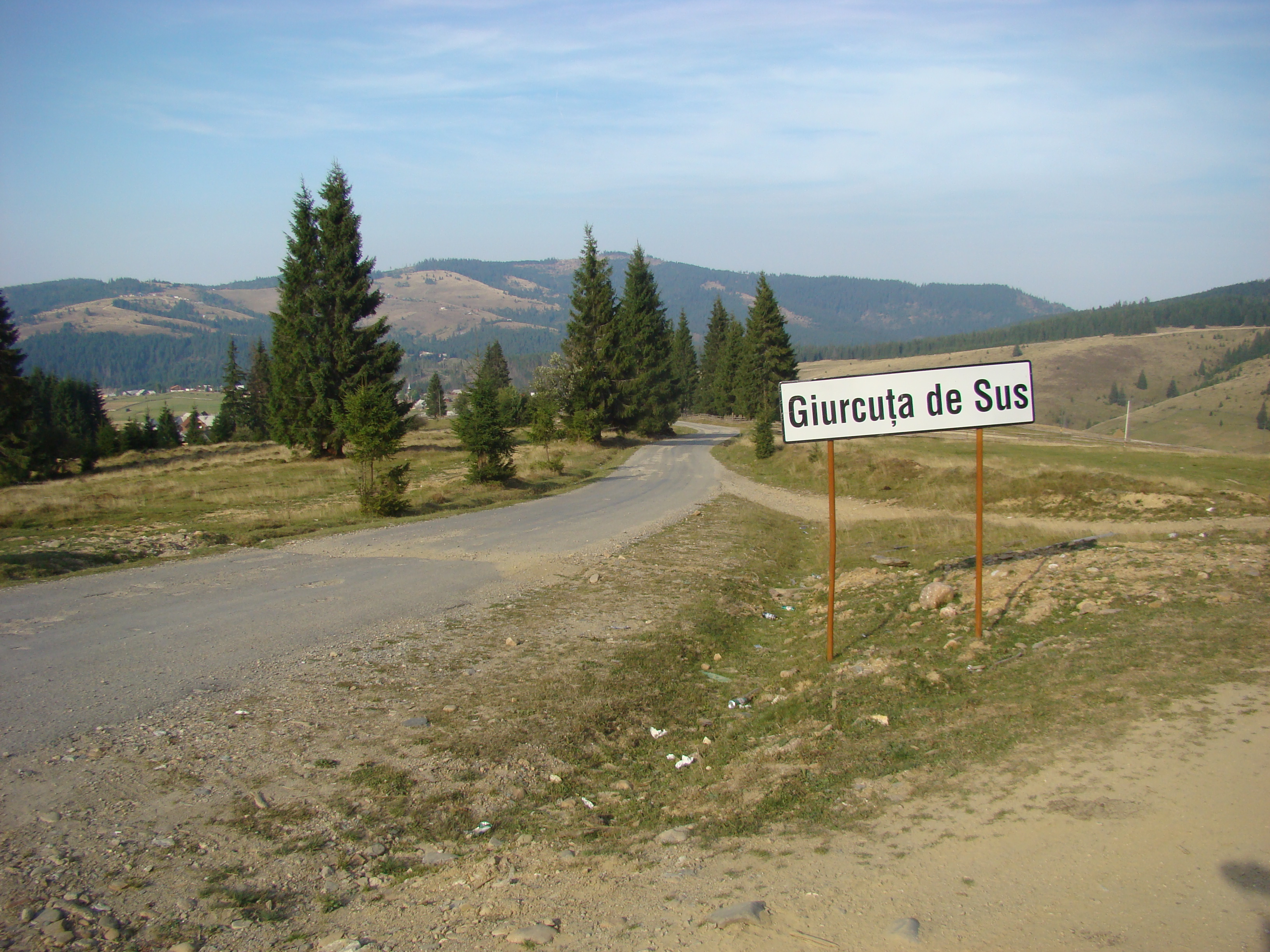
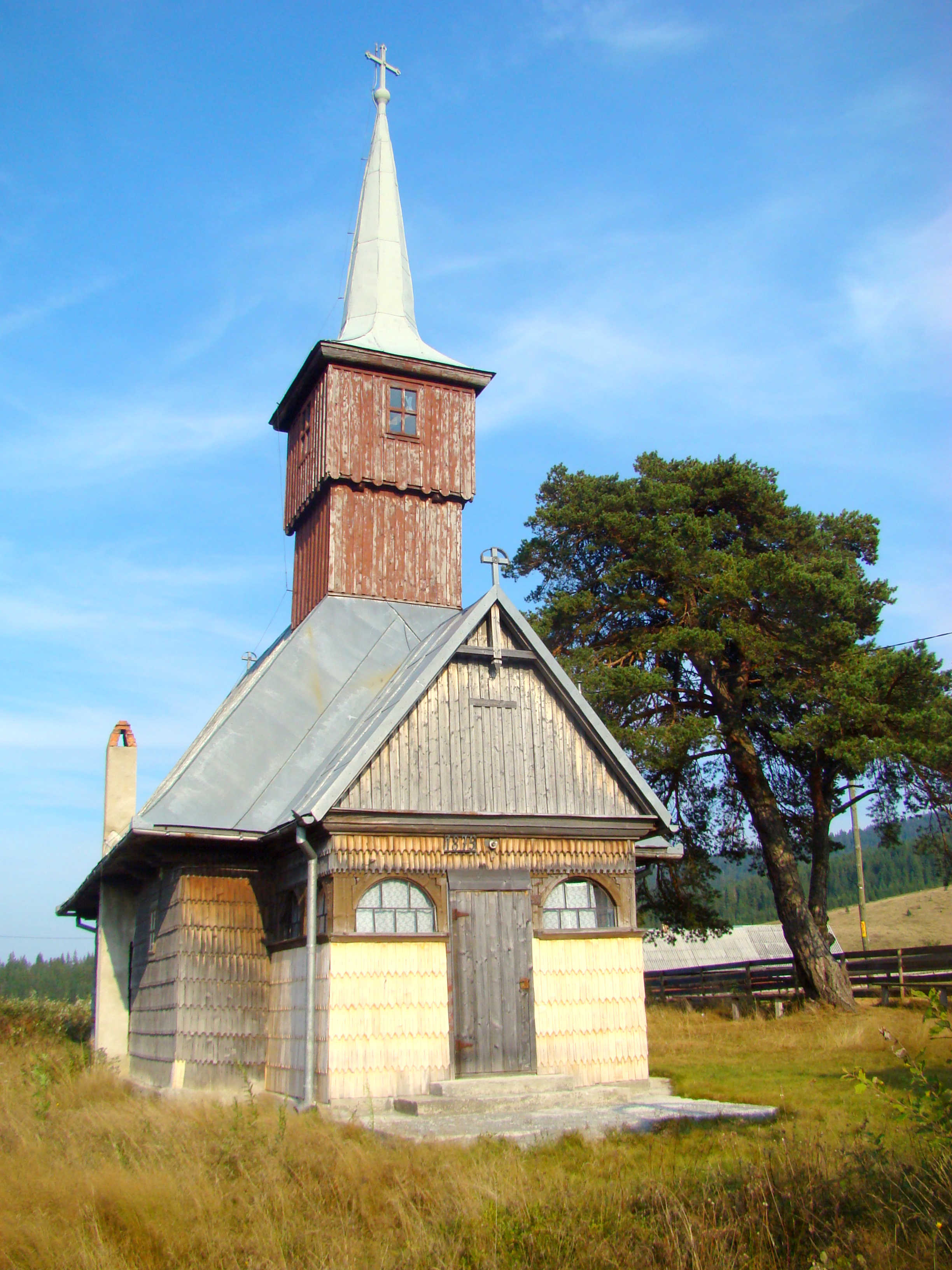
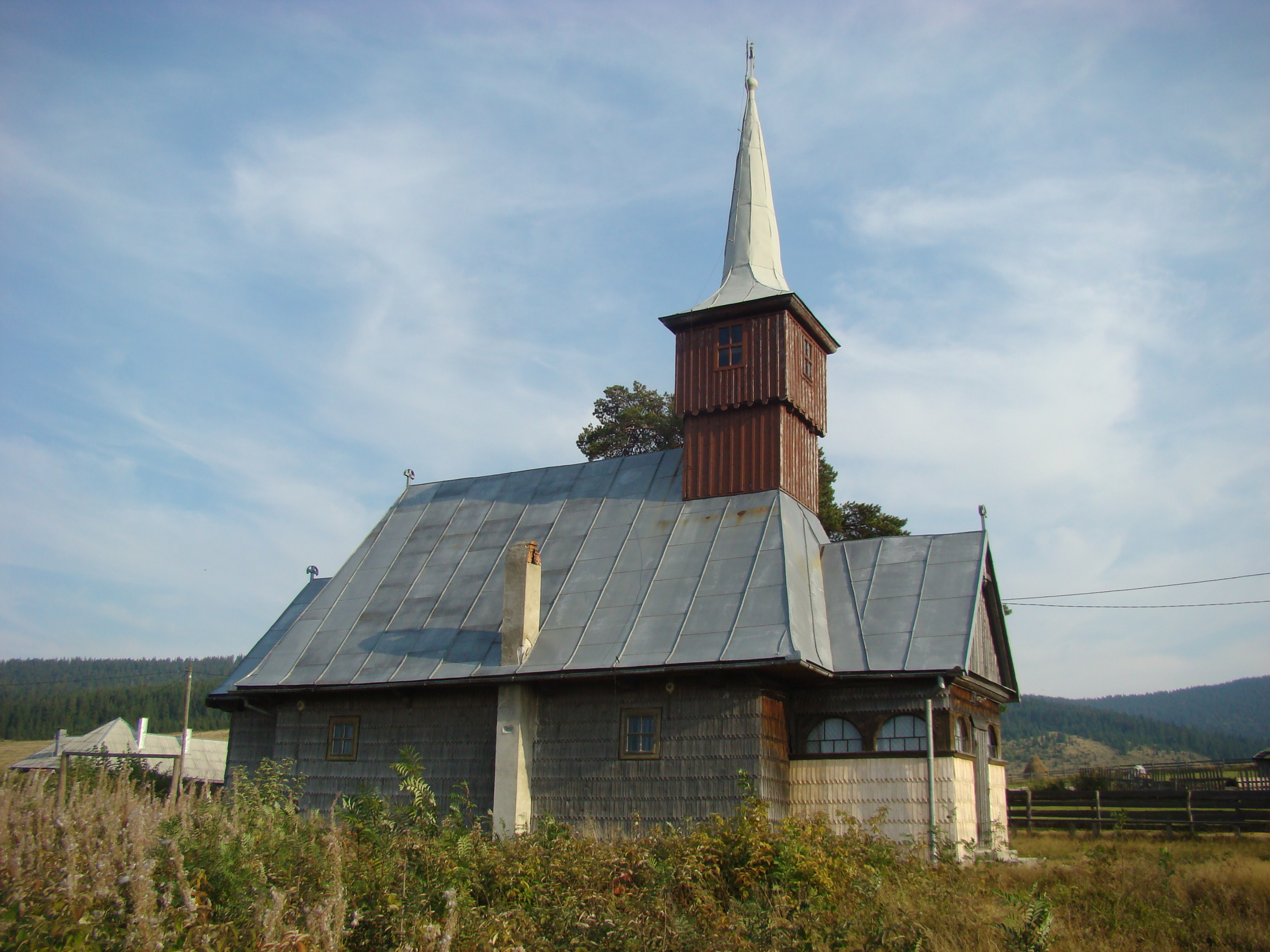
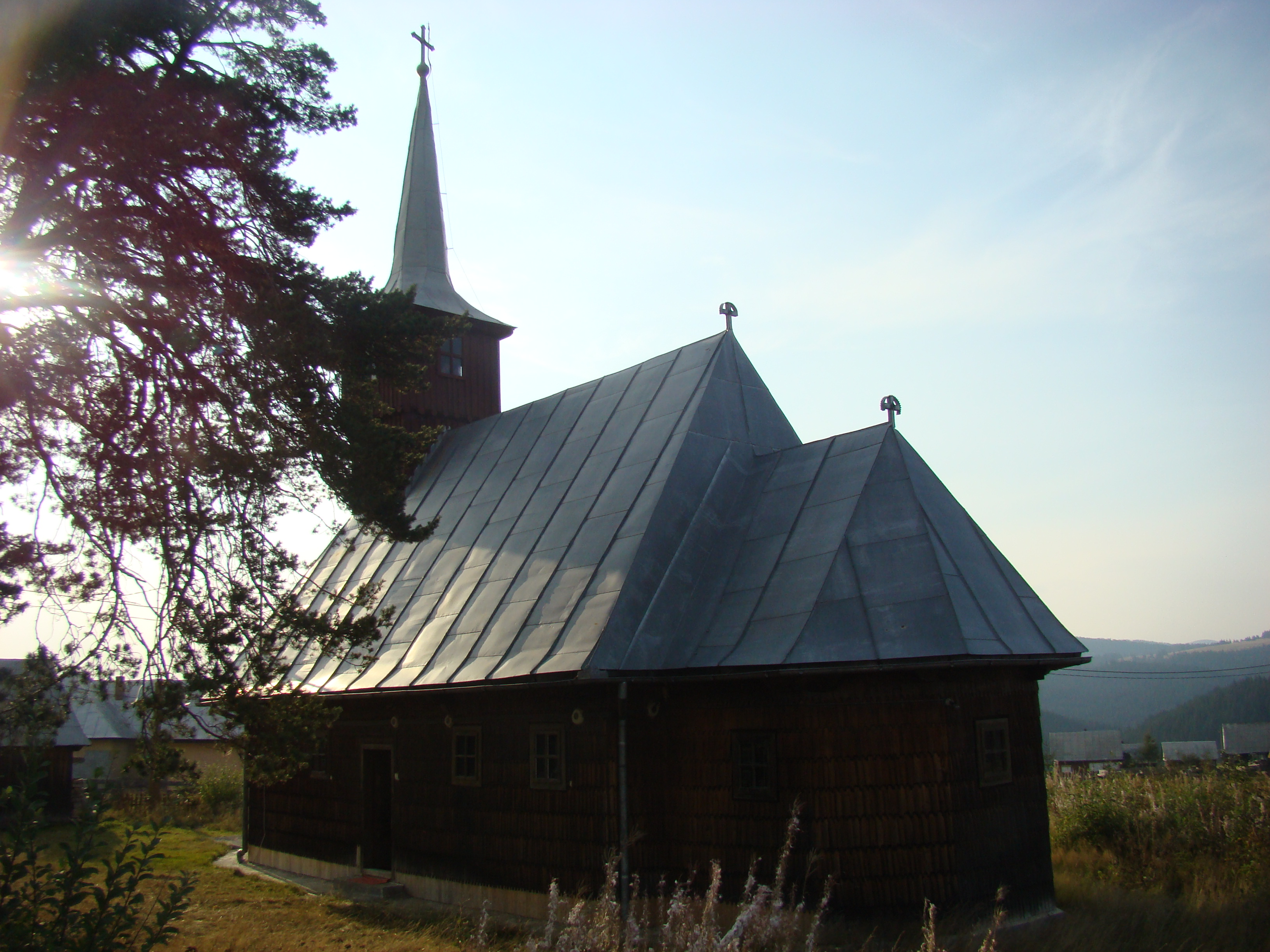
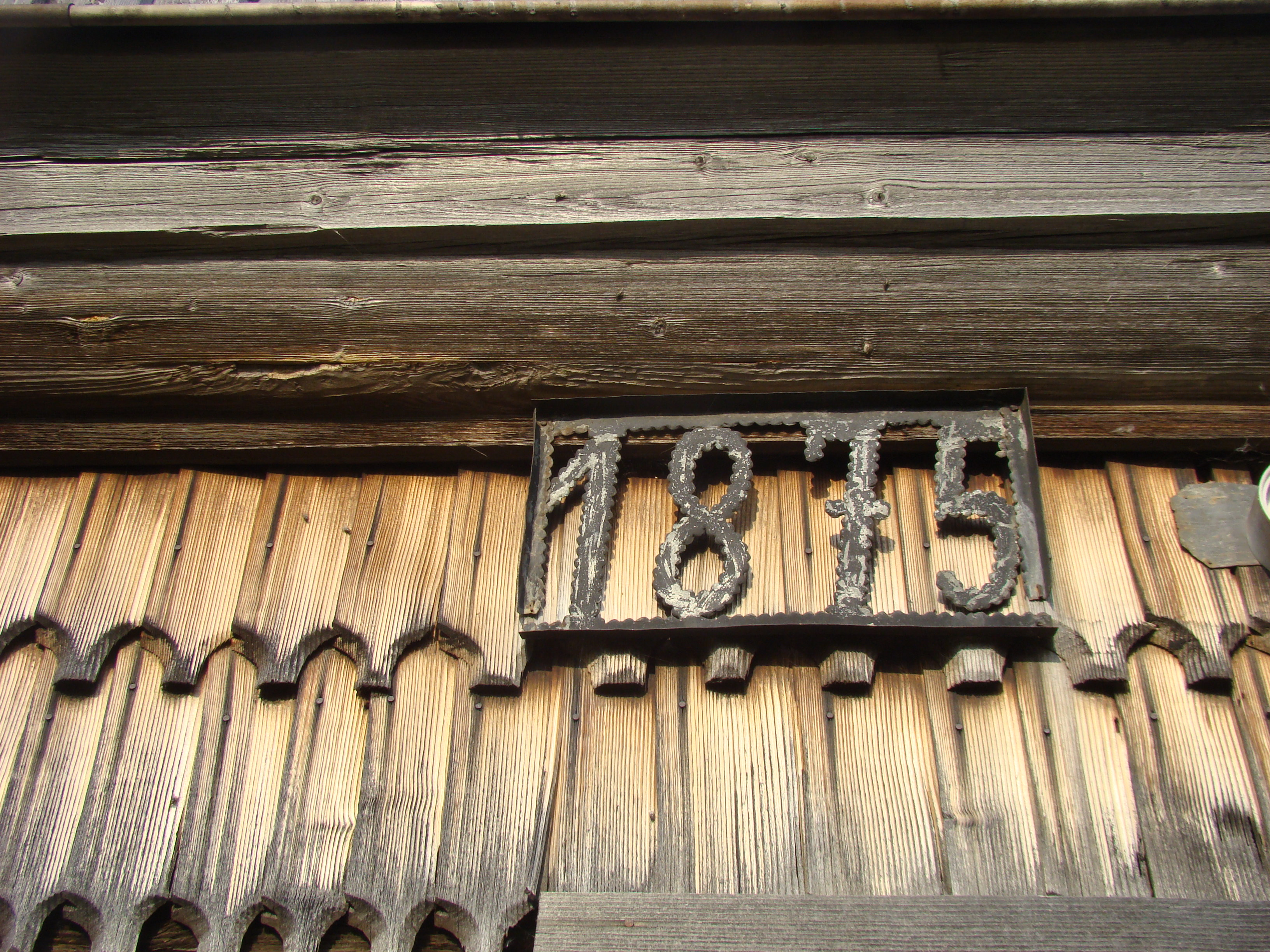
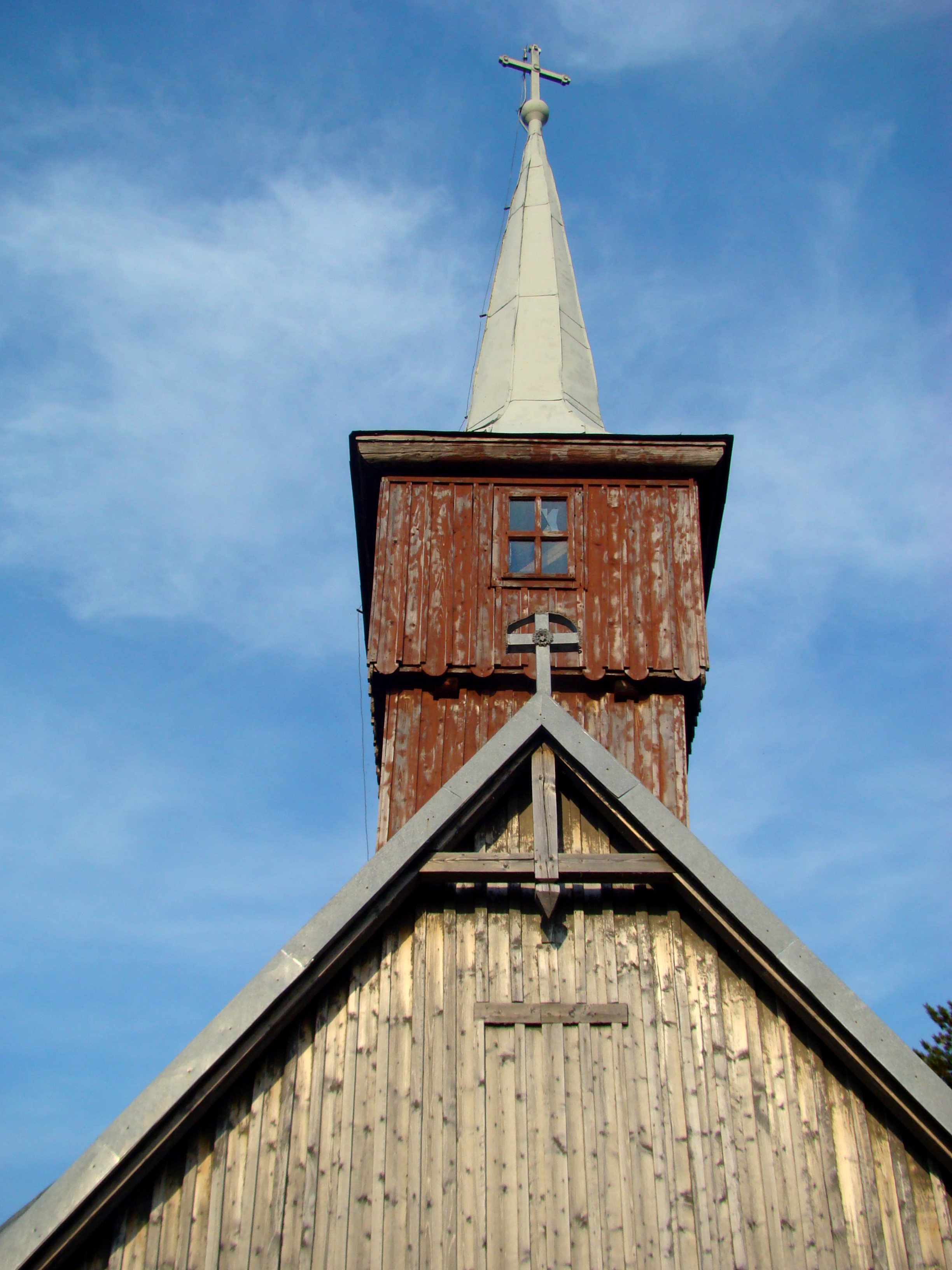
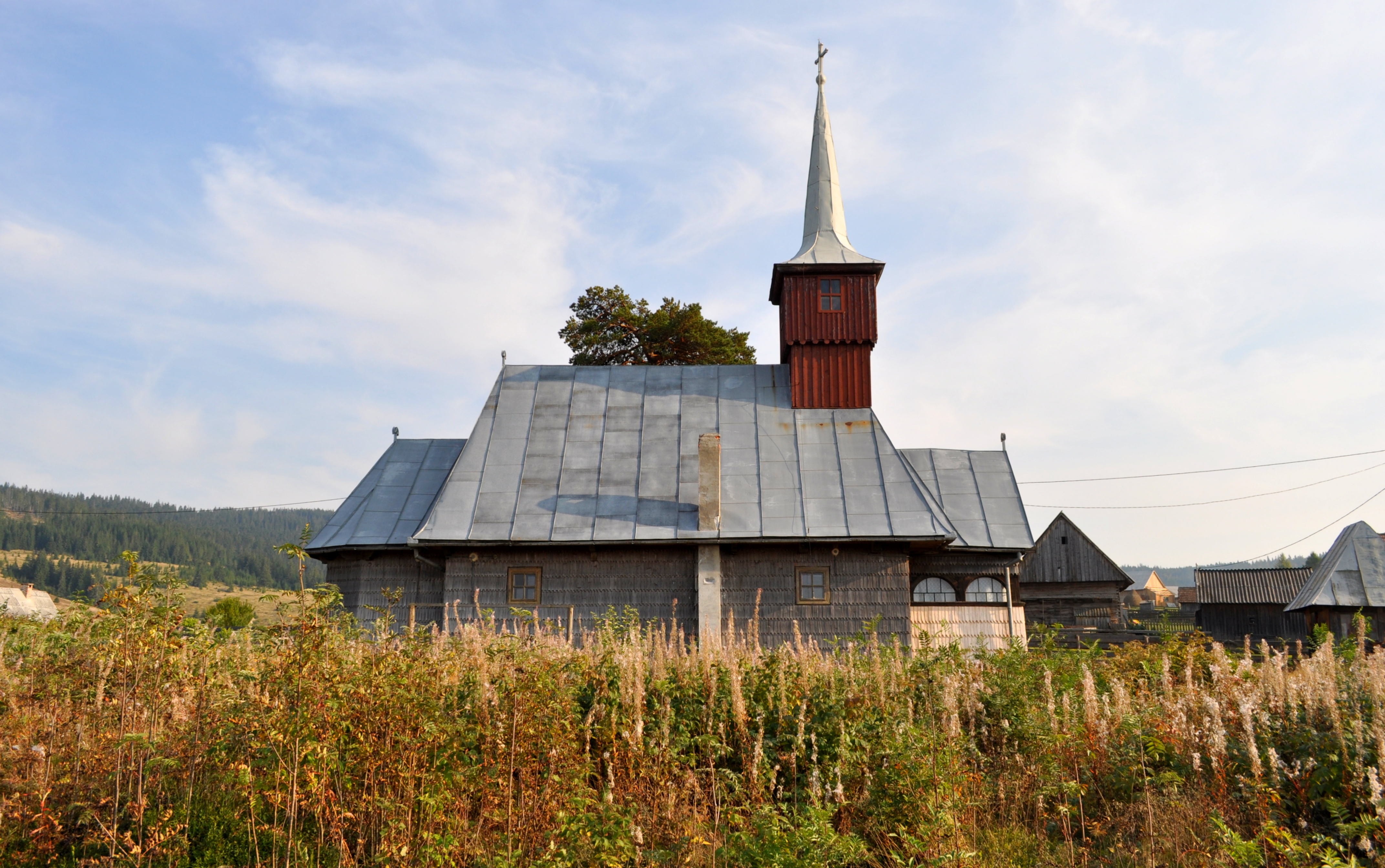
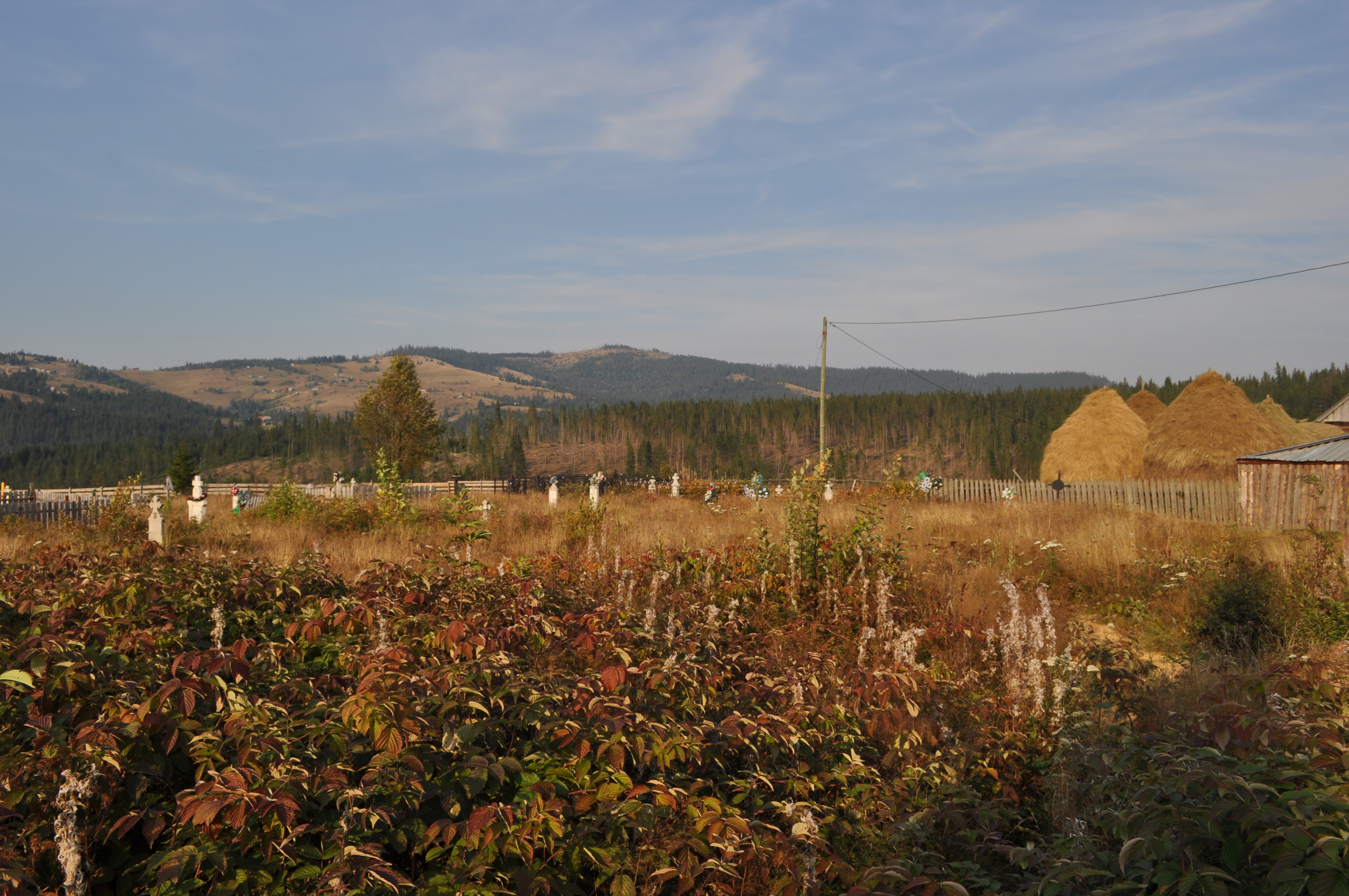
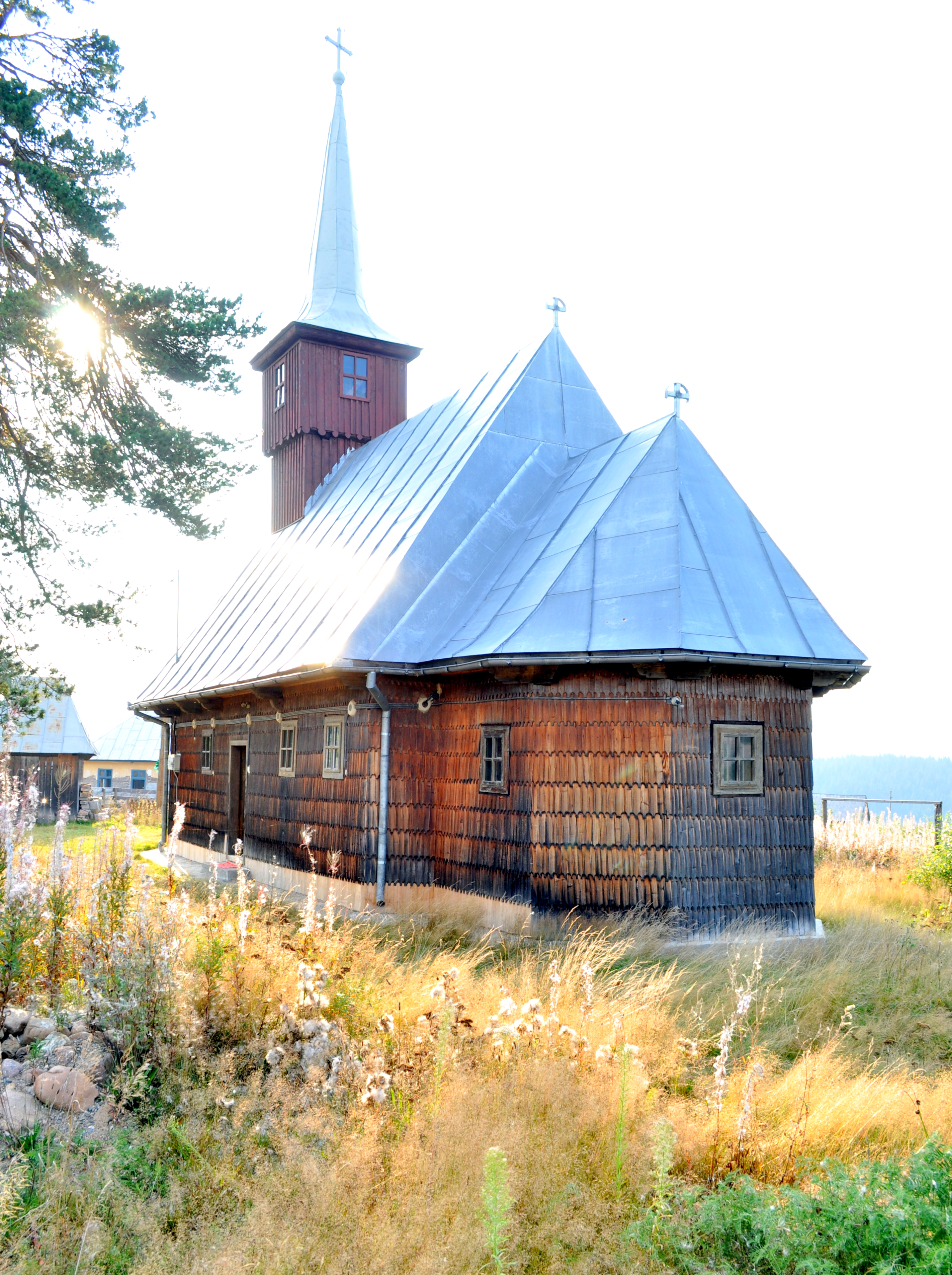
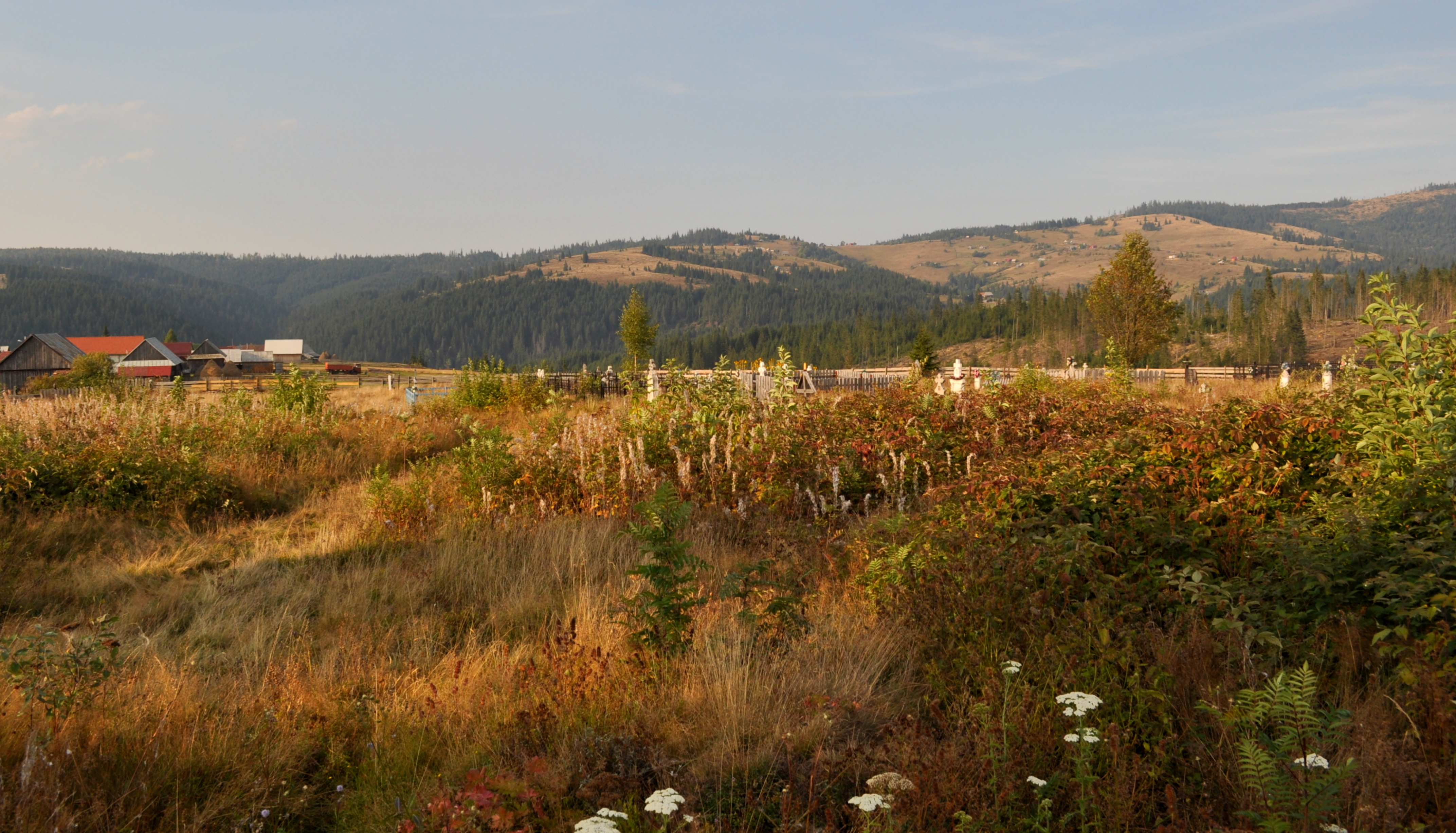
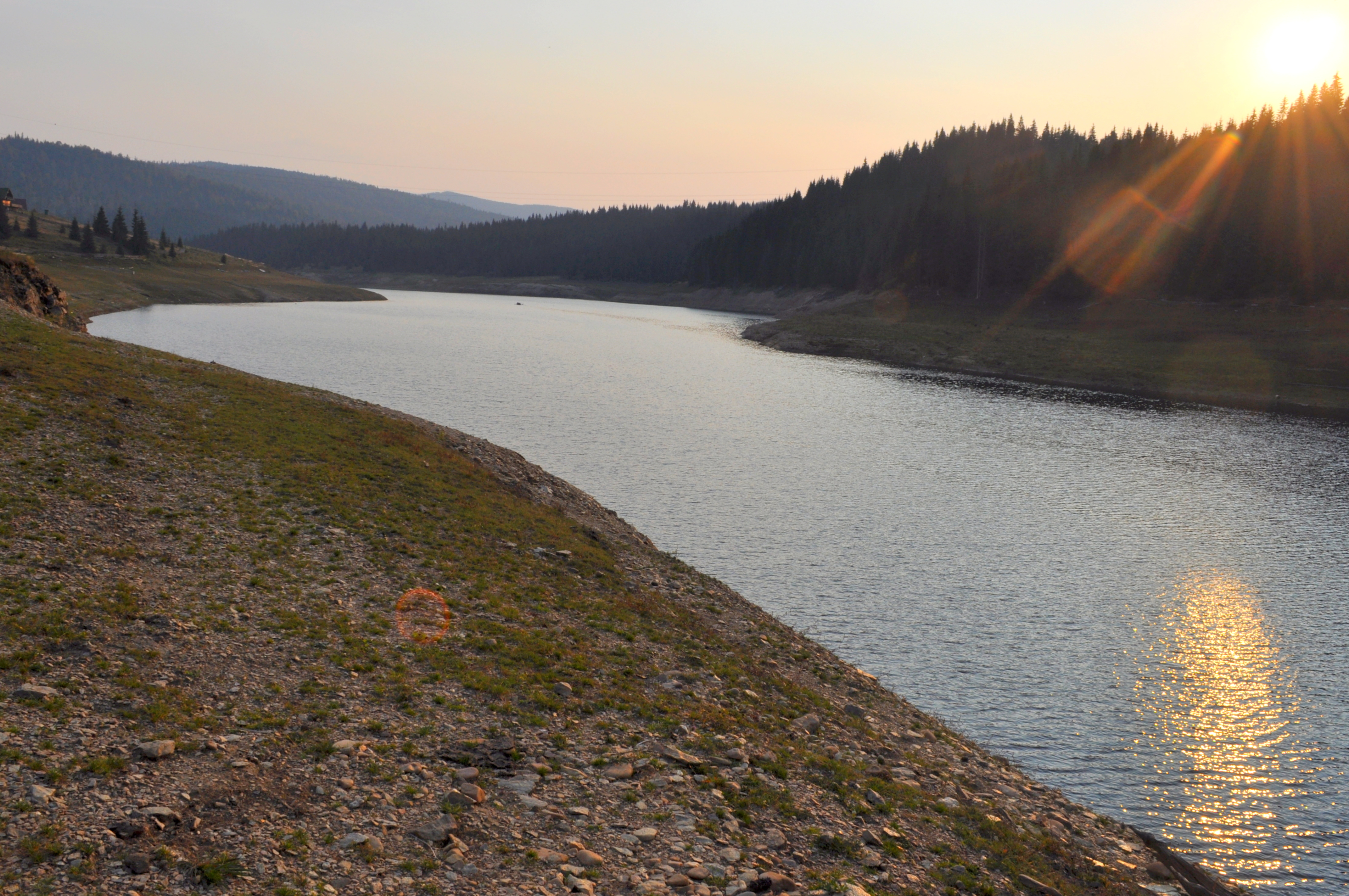
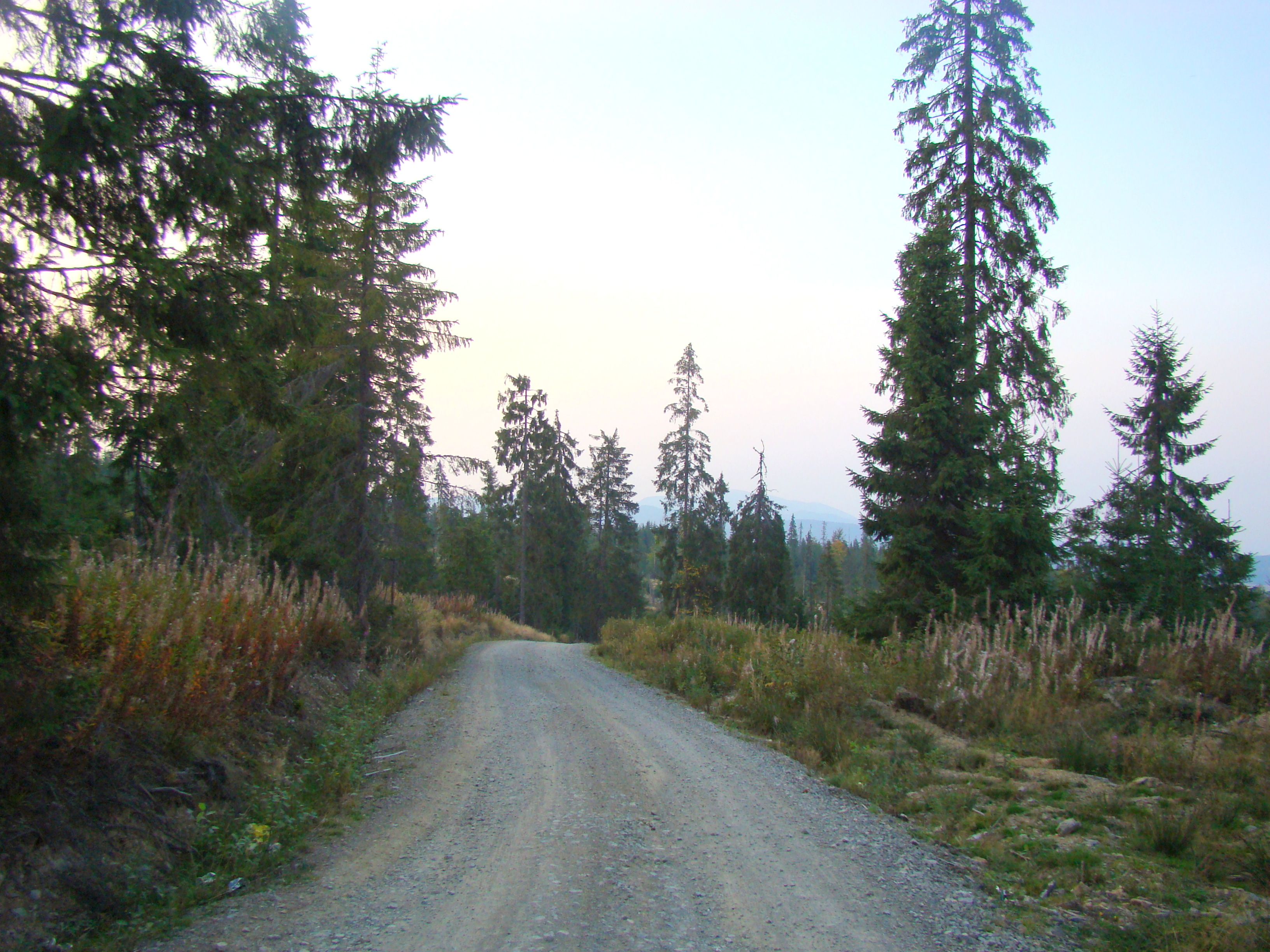
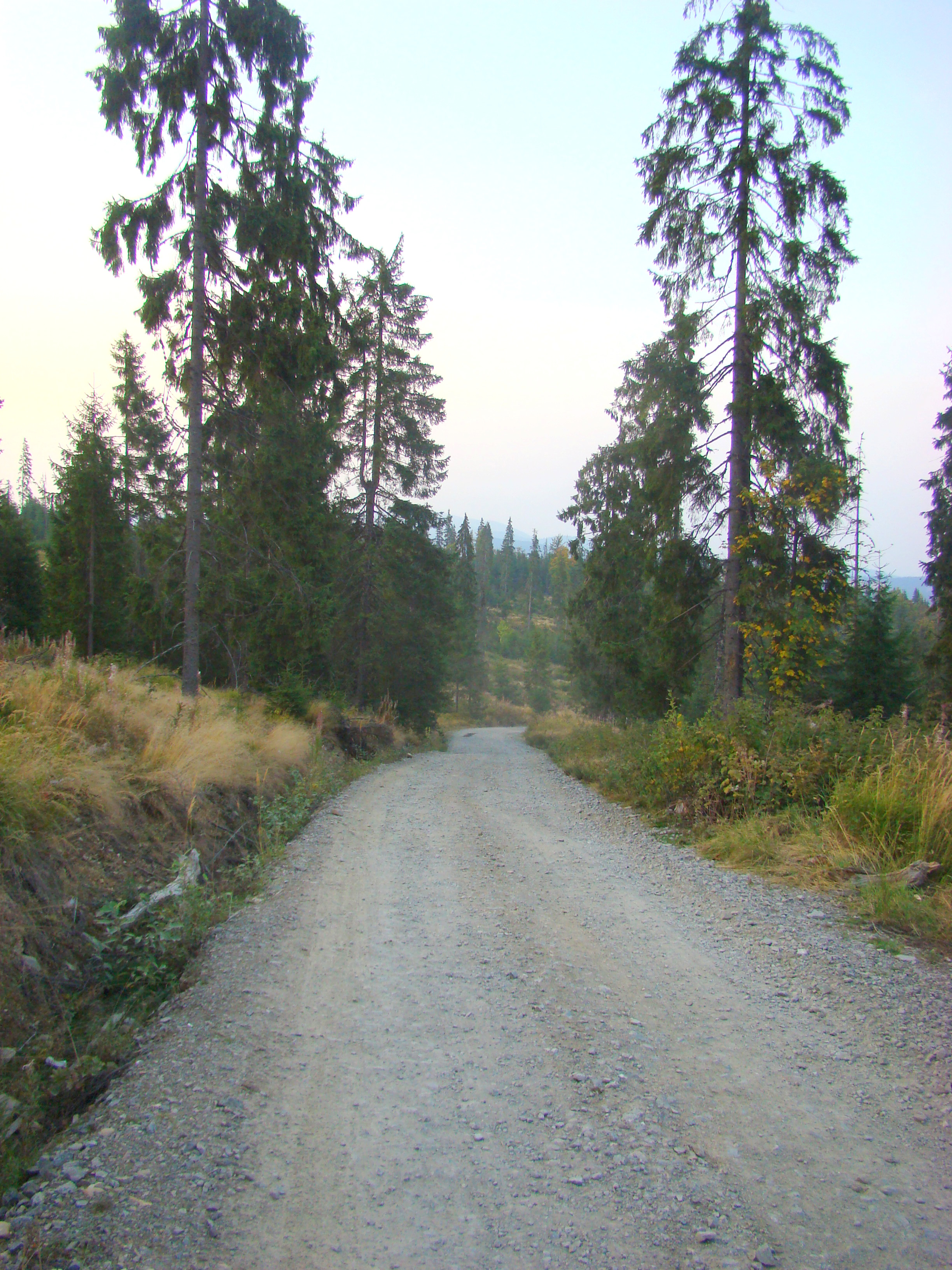

## Imagini din interior

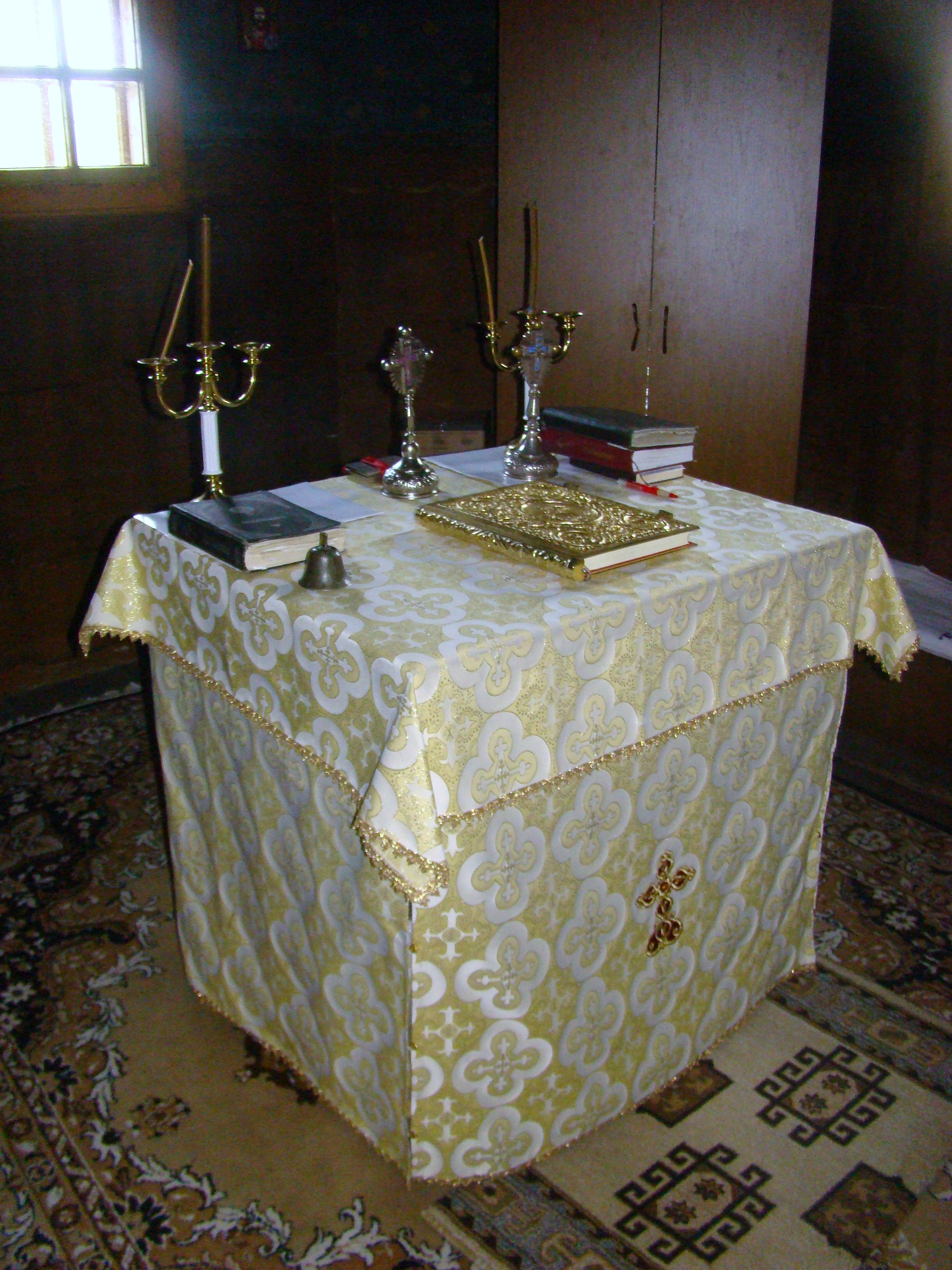
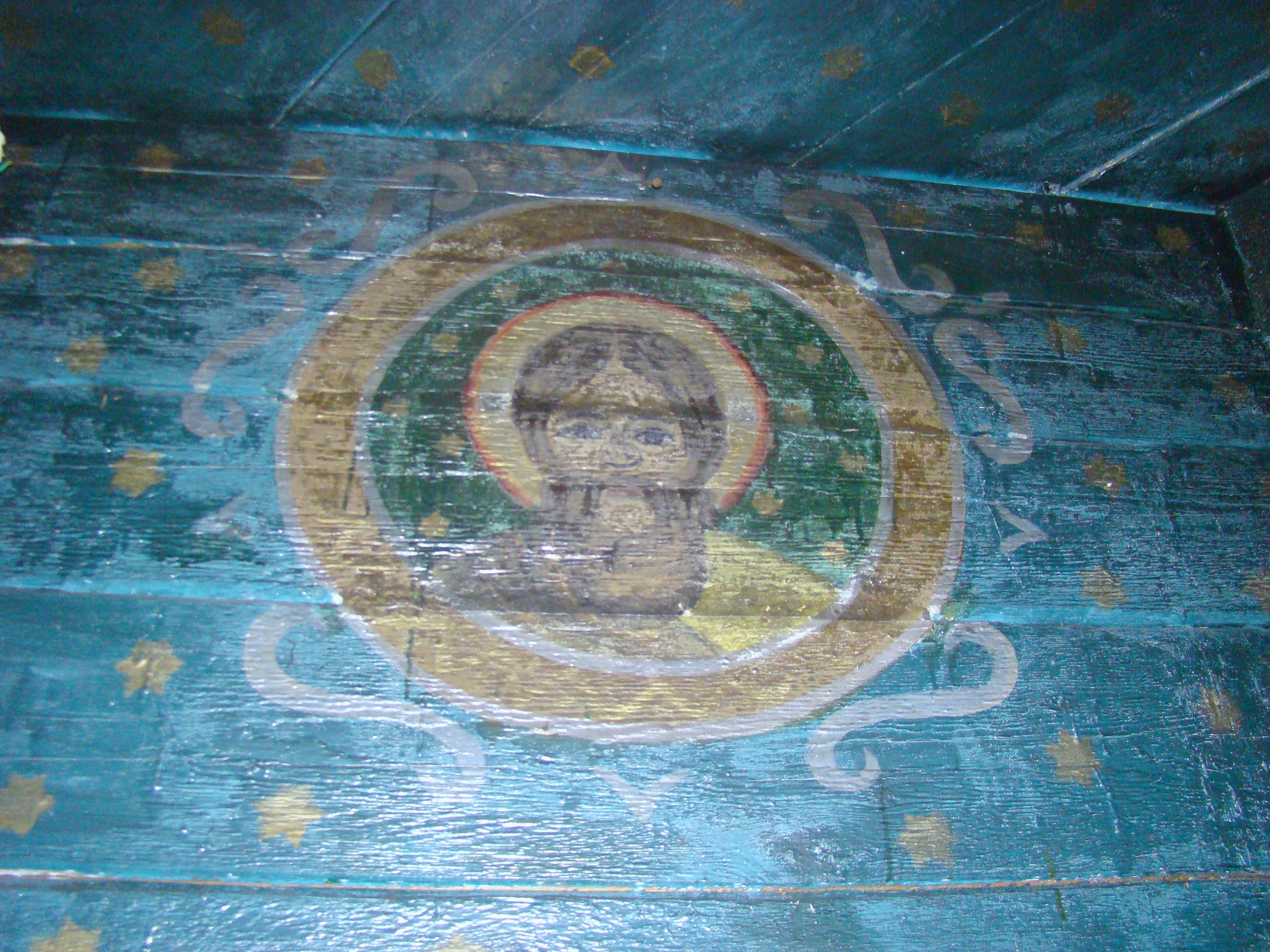
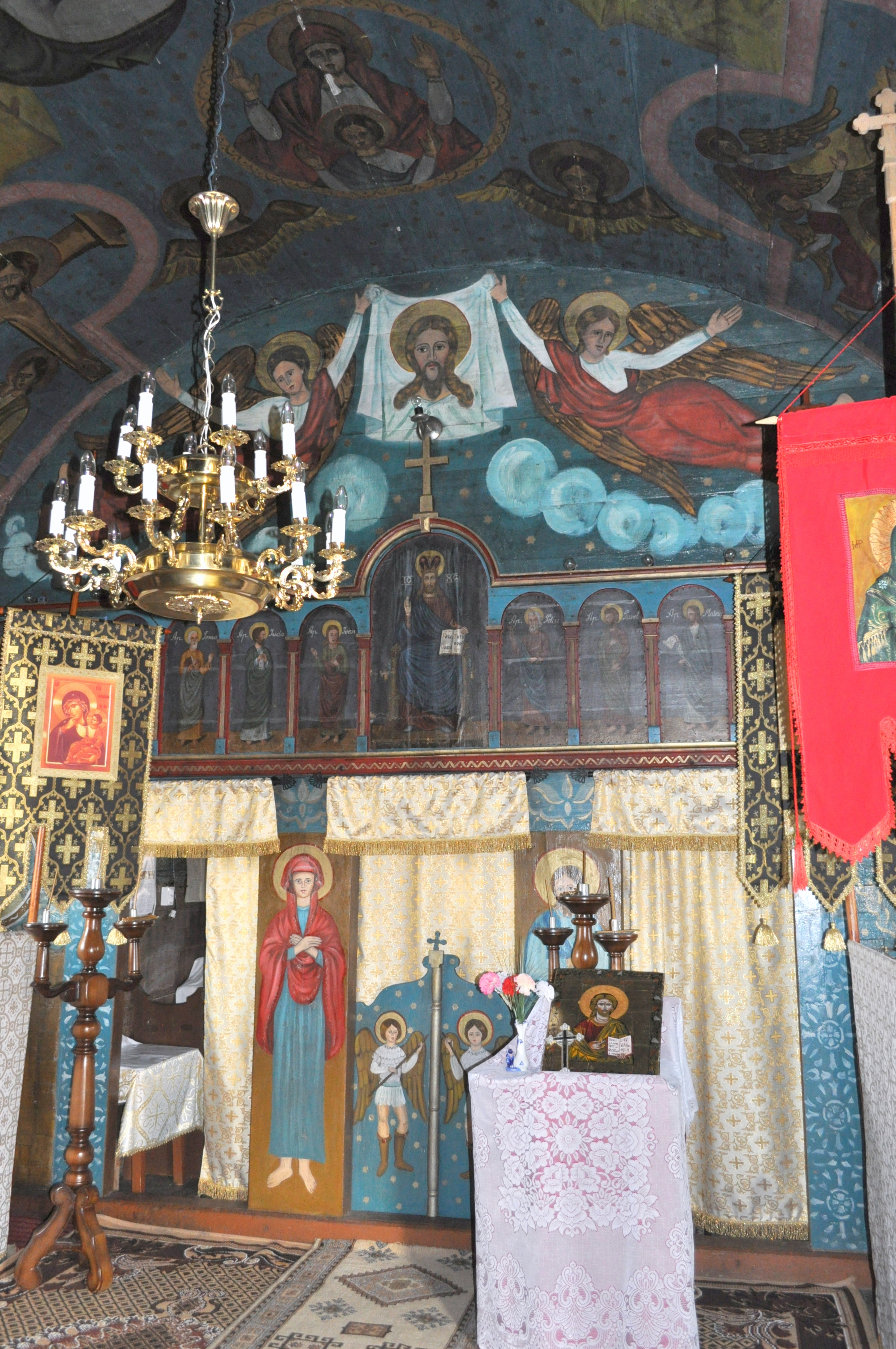
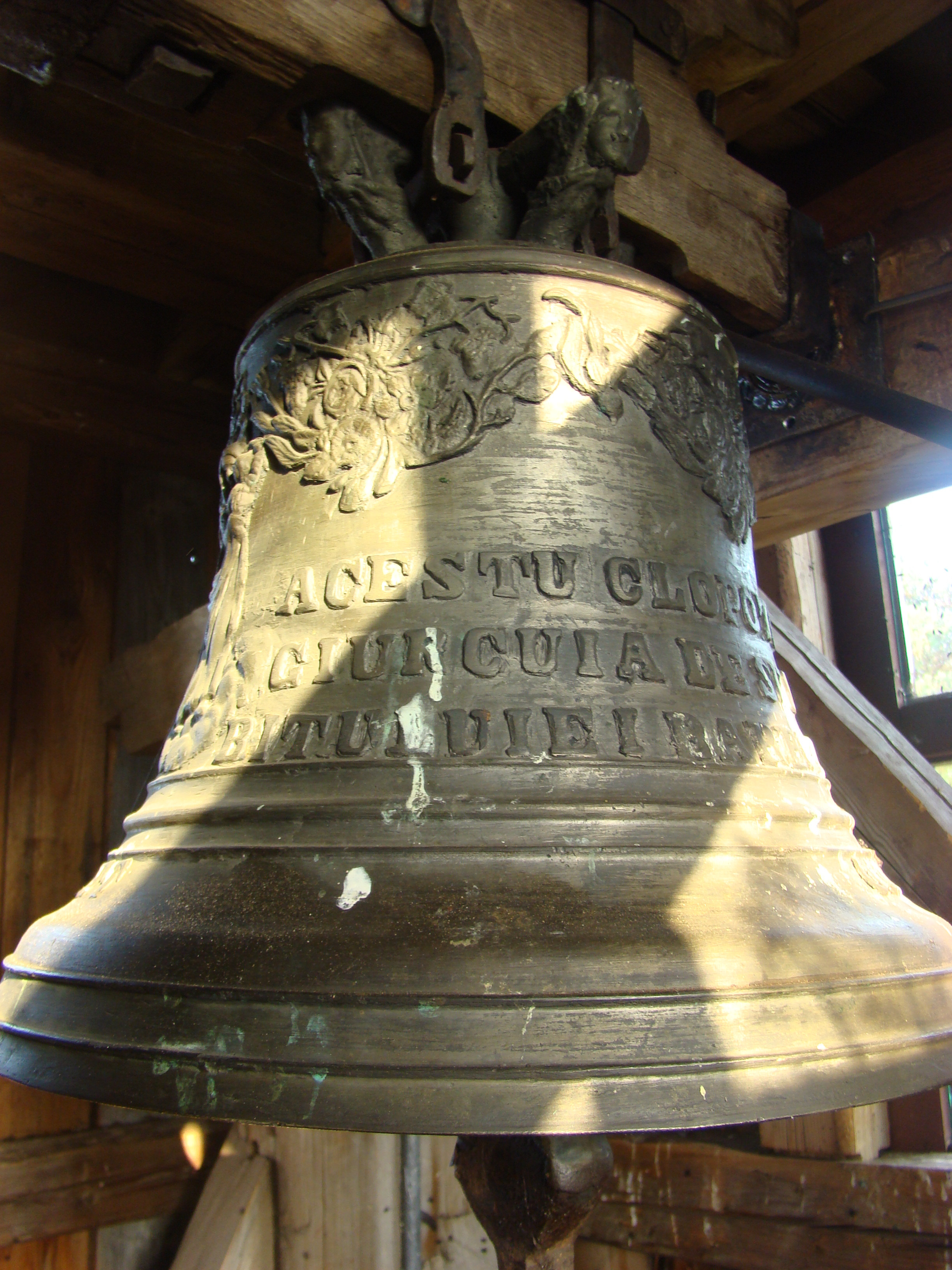
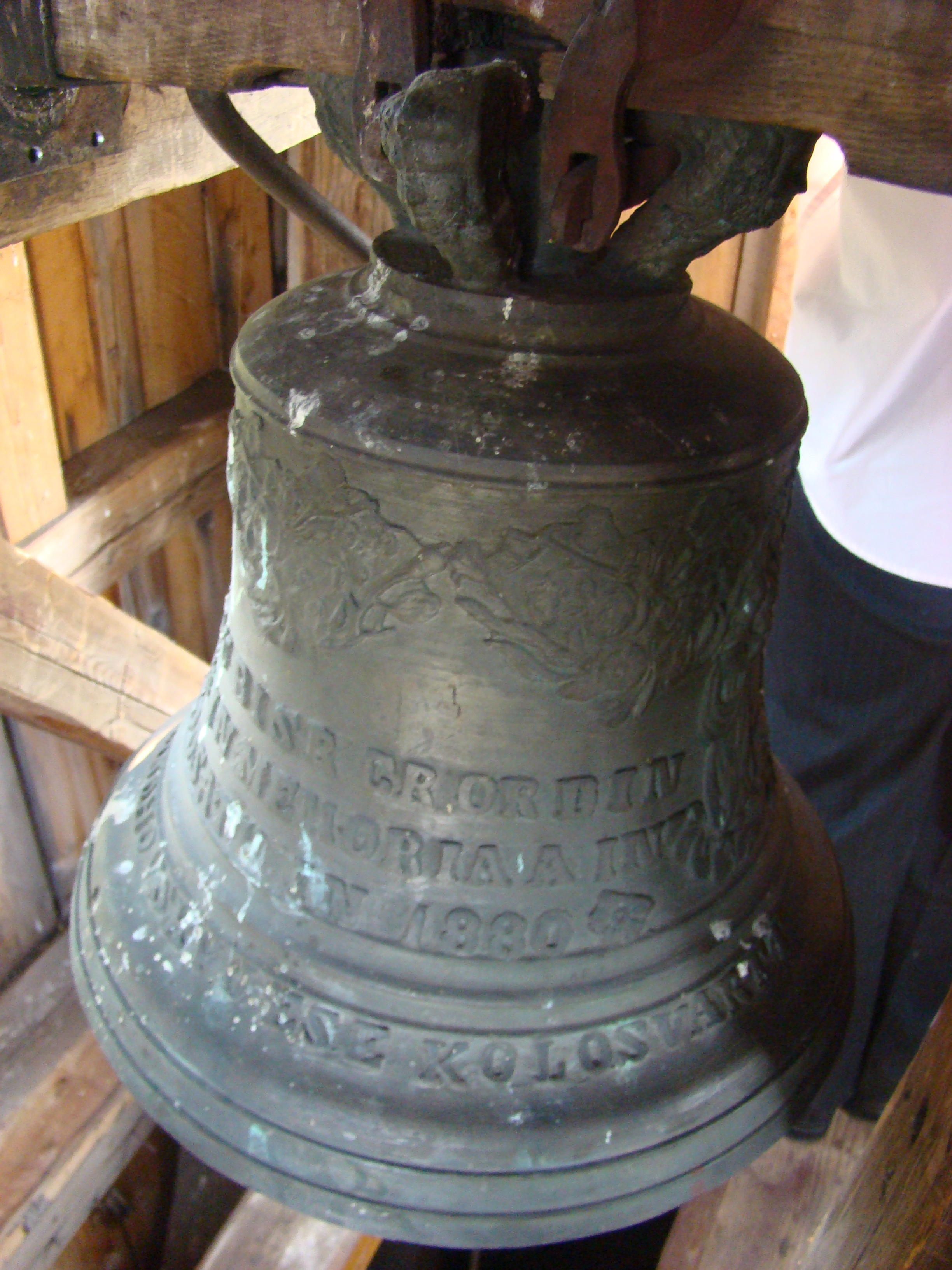
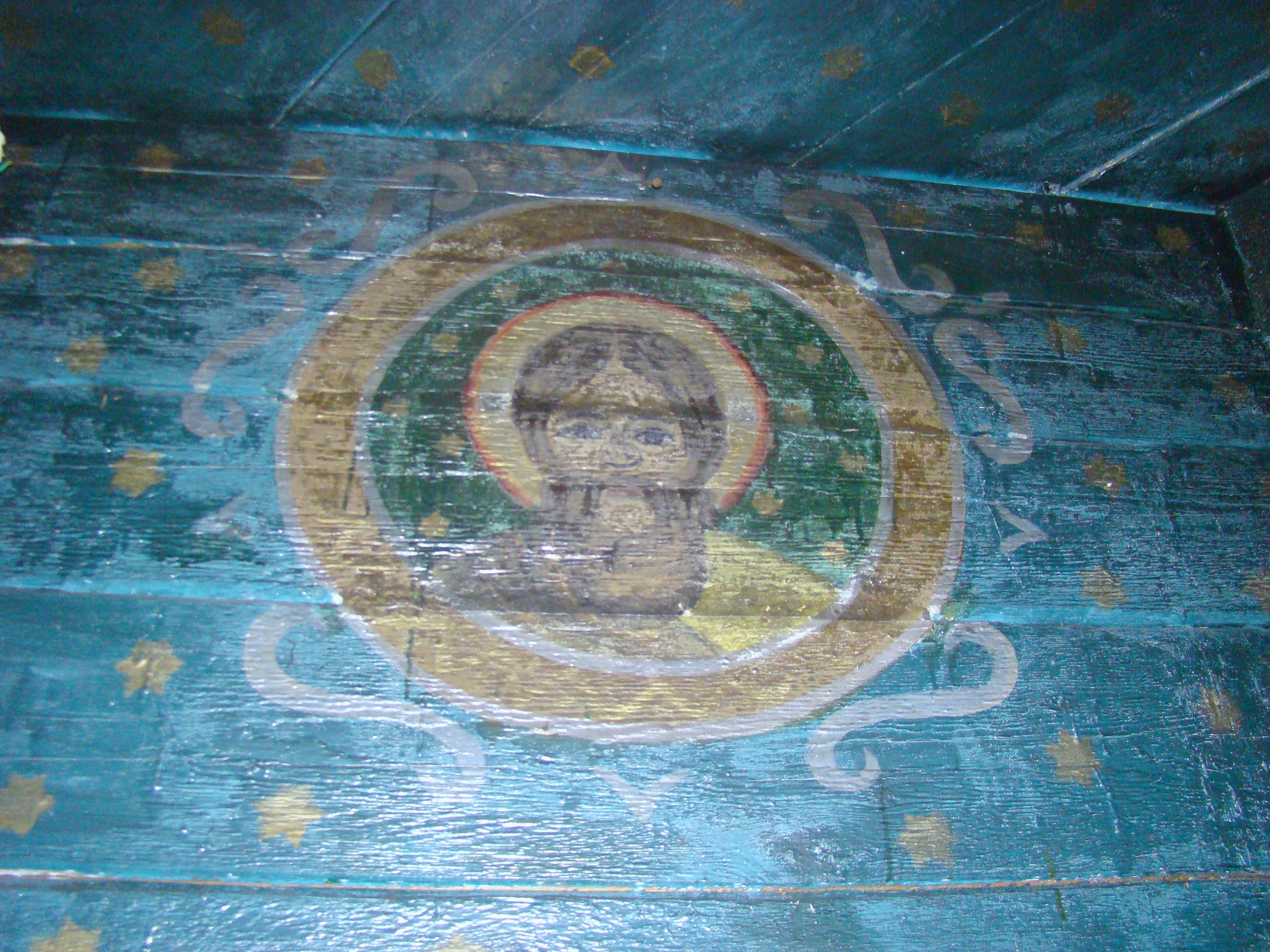